# 埃斯特帕德圣胡安
埃斯特帕德圣胡安，是西班牙卡斯蒂利亚-莱昂索里亚省的一个市镇。总面积11平方公里，总人口16人（2001年），人口密度1人/平方公里。